# Bemposta (São Tomé)
Bemposta ist ein Ort im Hinterland des Distrikts Mé-Zóchi auf der Insel São Tomé im Inselstaat São Tomé und Príncipe.

## Geographie
Der Ort liegt am Nordhang des zentralen Vulkanmassivs auf einer Höhe von ca. 800 m westlich von Monte Cafe und unterhalb von Campo Grande, sowie oberhalb von Novo Destino.